# Aplastodiscus callipygius
Espèce
Synonymes
- Hyla callipygia Cruz & Peixoto, 1985 "1984"

Statut de conservation UICN

 LC  : Préoccupation mineure
Aplastodiscus callipygius est une espèce d'amphibiens de la famille des Hylidae.

## Répartition et habitat
Cette espèce est endémique du Brésil. Elle se rencontre à une altitude supérieure à 1 000 m :
- dans la Serra da Bocaina et à Campos do Jordão dans l'État de São Paulo ;
- dans la Serra da Mantiqueira dans les États du Minas Gerais et de Rio de Janeiro.

Elle vit dans les végétation près des cours d'eau dans la forêt primaire.

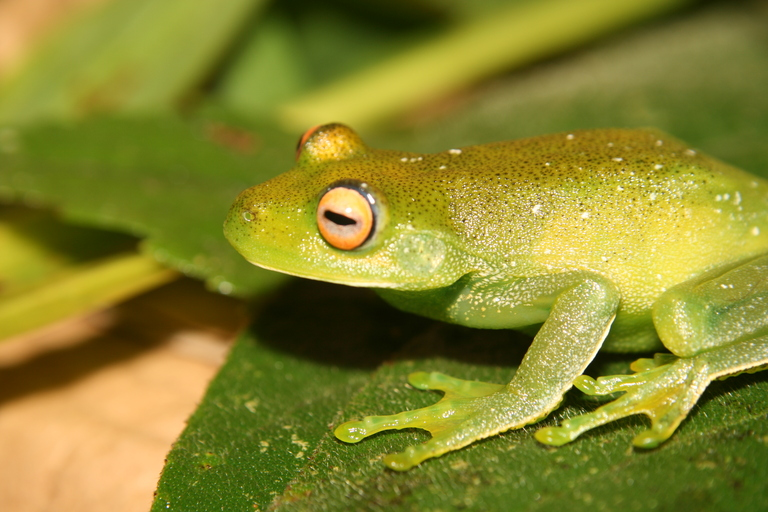
Aplastodiscus callipygius

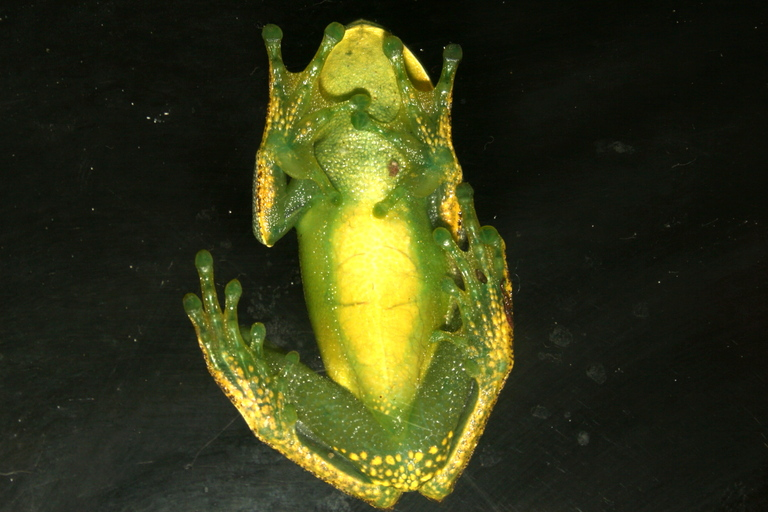
Aplastodiscus callipygius vue de dessous

## Publication originale
- Cruz & Peixoto, 1985 "1984" : Especies verdes de Hyla: o complexo 'Albosignata' (Amphibia, Anura, Hylidae). Arquivos da Universidade Federal Rural do Rio de Janeiro, vol. 7, no 1, p. 31-47.